# Oligostigma adrianalis
Oligostigma adrianalis is een vlinder uit de familie van de grasmotten (Crambidae). De wetenschappelijke naam van de soort is voor het eerst geldig gepubliceerd door Schaus.